# Pierre Michelot
Pierre Michelot fue un contrabajista, compositor y arreglista francés de jazz, nacido en Saint-Denis (Seine-Saint-Denis), el 3 de marzo de 1928, y fallecido el 3 de julio de 2005.

## Historial
Aunque comenzó estudiando piano, se pasó al contrabajo debido a su afición por el jazz. Comienza a tocar en orquestas no profesionales, a partir de 1946, aunque será a partir de 1948 cuando se profesionalice, tocando con Rex Stewart, Sidney Bechet, Dizzy Gillespie, Thelonious Monk y Lester Young. En la segunda mitad de los años 1950, participa en las últimas sesiones de grabación de Django Reinhardt y colabora con Miles Davis (con quien grabó la banda sonora de Ascensor para el cadalso), Bud Powell y Kenny Clarke. Permanece en la big band de este último dos años y, después, forma parte de los Bebop Minstrels, de Hubert Fol. Se convierte en un asiduo de los clubs emblemáticos de París, el Club Saint Germain y el Blue Note, donde toca con Stan Getz.
A partir de 1960, se convierte en miembro fijo del "Play Bach Trio", junto al pianista Jacques Loussier, y el batería Christian Garros, que simultanea con su propia orquesta. En 1986 participa en la película de Bertrand Tavernier, Round midnight junto a Dexter Gordon y Herbie Hanckock y, en los años siguientes, desarrolla su trabajo con su propio trio, hasta que el avance del Alzheimer que padecía, imposibilitó su continuación.
En 1962 obtuvo el Premio Django Reinhardt de la Academia del Jazz, el más importante de Francia. Unánimemente se le considera el mejor contrabajista post bop que ha producido Europa,

## Selección de su discografía
- 1953: Django Reinhardt, Nuages.
- 1963: Dexter Gordon, Our man in Paris (Blue Note).
- 1989: Bass and Bosses.
- 1991: Round about midnight at The Blue Note.
- 1992: Round About a Bass.

## Bandas sonoras originales
- 1959: Ascenseur pour l'échafaud de Miles Davis (film de Louis Malle).
- 1981: Beau-père de Bertrand Blier.
- 1983: La Scarlatine de Gabriel Aghion.
- 1986: Autour de minuit ('Round Midnight) de Bertrand Tavernier.
- 2002: Une femme de ménage de Claude Berri.